# Spatholobus hirsutus
Spatholobus hirsutus là một loài thực vật có hoa trong họ Đậu. Loài này được Wiriad. & Ridd.-Num. miêu tả khoa học đầu tiên.